# フランス第一共和政

フランス共和国
République française (フランス語)

国の標語: Liberté, Égalité, Fraternité（フランス語）
自由、平等、友愛国歌: La Marseillaise（フランス語）
ラ・マルセイエーズ

フランス共和国の位置（1799年）

-   直接統治した地域
-   姉妹共和国と占領した地域

フランス第一共和政（フランスだいいちきょうわせい、フランス語: Première République française、英語: French First Republic）は、フランス史上初の共和政体である。
8月10日事件によるブルボン王政打倒を経て国民公会によって王政廃止が宣言された1792年9月21日から、ナポレオン1世の下で帝政が宣言された1804年5月18日まで存続した。

## 時期と政体
第一共和政は、少なくとも3つの時期に分けられ、3つの政体があった。
すなわち、
- 1792年9月20日から1795年10月26日までの国民公会期
- 1795年11月2日から1799年11月9日までの総裁政府期
- 1799年12月24日から1804年5月17日までの統領政府期

である。

## 王政の終焉
1789年7月14日に勃発したフランス革命は、アンシャン・レジーム（旧体制）を揺るがしたのみならず、社会の歪みを暴き、根底からの刷新を要求する強い流れとなった。当初は貴族の改革運動、ブルジョワジーの権利主張であったものが、食糧難から市民の暴動となり、農民の反乱となり、封建的特権の廃止から市民的自由の保障、さらには土地均等分配、平等主義の要求にまで至り、一方では教会改革への反発は反革命のヴァンデの反乱をも後に引き起こした。
急進化する革命のパリに恐れをなした国王ルイ16世は脱出を図ったが、ヴァレンヌ逃亡事件において逮捕されて連れ戻された。これによって国王の権威は失墜した。憲法制定国民議会は、1791年憲法を成立させてその役割を終えたが、国王は事実上の囚われの身であり、外国の干渉によって解放されることを期待した。立法議会では国王は拒否権を乱発して政局を停滞させ、1792年8月10日のテュイルリー宮殿襲撃によって王権は停止され、新たに召集された国民公会によって王政廃止が宣言されて、共和政がそのまま樹立する。

## 国民公会
国民公会は、対仏大同盟諸国との戦争や国内の経済不安（アッシニア暴落）への対応に苦慮し、より強力な統治機構として公安委員会を設置して権限を集中させ、難局に当たろうとした。1793年の祖国の危機は独裁制と恐怖政治を導入することで乗り切り、国民総動員令や一般最高価格法など、統制経済で混乱を収拾しようと努めたが、ジロンド派やモンタニャールの左右分派の粛清が相次いで政権自体は安定しなかった。フランスでのモンターニュ独裁は短命に終わった。
なお、国民公会では1793年憲法が制定されたが、施行されなかった。このために国民公会は体系化された憲法を持たないが、公会自らが時々で規定した各種の法令（フリメール14日法等）によって成り立つという特殊な議会となった。また公安委員会は国民公会内の常設委員会であり、国民公会は名目的には執行機関も兼ねていた。このように国民公会は立法と行政を混濁した一院制議会であった。

## 総裁政府

1794年までの国旗

1794年のテルミドール9日のクーデターの結果、陰謀を決行した派遣議らを中心とするテルミドール派が政権を握った。彼らは反動から右傾化して白色テロを行い、ジャコバン派を弾圧した。ブルジョワジー中心の政治を目指して三分の二法を決議させて議員らの既得権益を保護しようとした。王党派が反発してヴァンデミエールの反乱が起きたが、これを武力鎮圧して、総裁政府が成立した。
総裁政府の政体を定める1795年憲法は、国民公会とは逆に極端な分権構造であった。立法府は発議権をもつ五百人会と採決権をもつ元老会の二院制がとられたが、制限選挙や三分の二法によってブルジョワジーの議会支配の固定化が図られた。
しかしこの政府でも政権は安定せず、統制を失った経済は再び崩壊した。国民からの支持も失っていたので、選挙の度にそれを取り消すためのクーデターを必要としたため、軍隊の政治介入のきっかけとなった。
総裁政府は、第一次対仏大同盟には勝利したが、第二次対仏大同盟の攻勢に遭って窮した。

## 統領政府

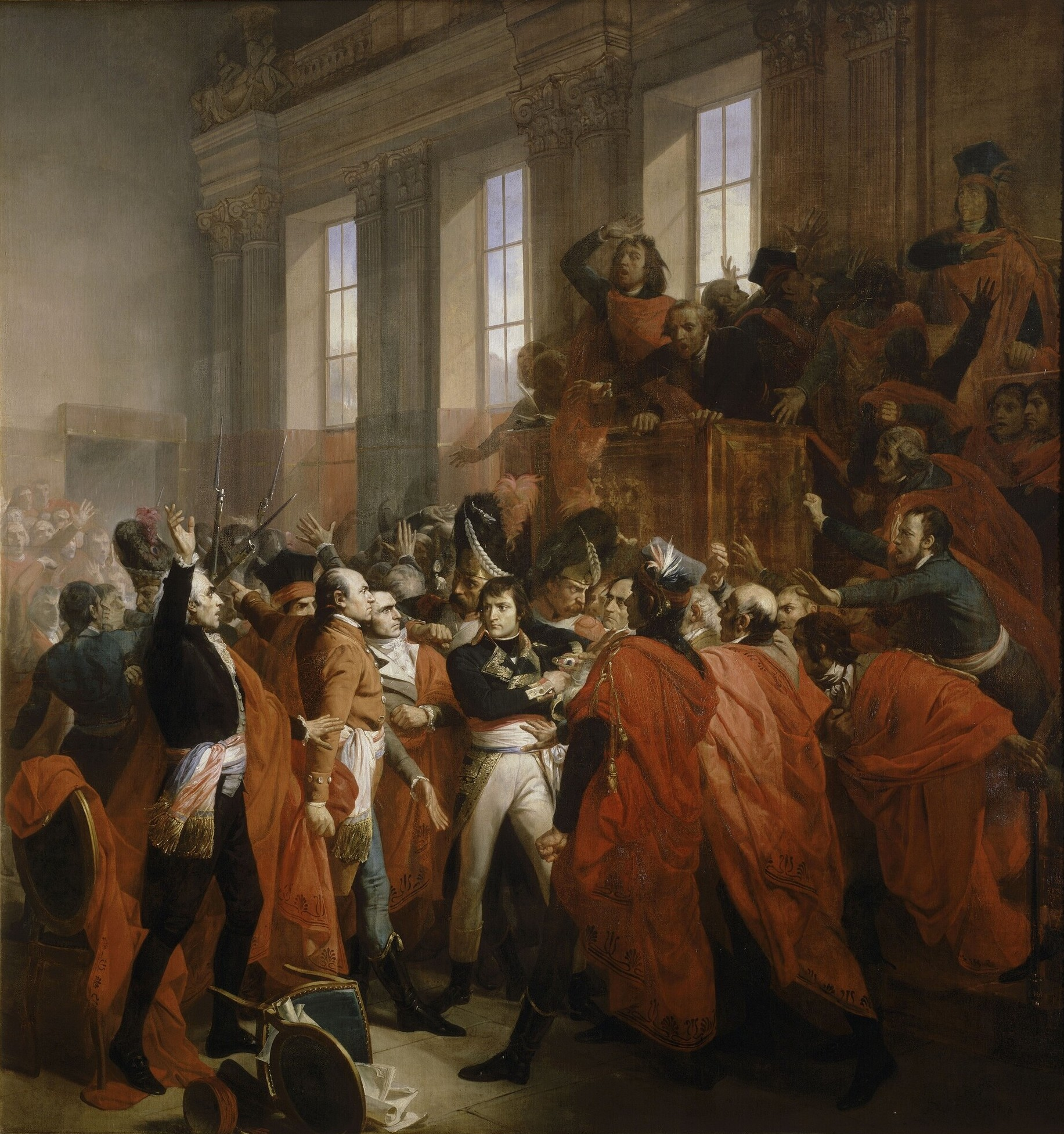
ブリュメール18日のクーデター

ナポレオン・ボナパルトは統領政府を樹立して自ら第一統領に就任し、事実上の軍事政権を始めた。これは単なる軍事力の支配ではなく、兵士の供給源である農村と都会のブルジョワジーの支持を背景にした支配であり、国民の過半数の支持を得ることに成功した。またボナパルト体制における革命の資産移動の法的認定によってフランス革命は終息したとされる。
統領政府の政体を定める1799年憲法は、総裁政府の極端な分権構造の反省から、強力な中央機構を復活させた。立法府は細分化し、第一統領の下で法案を起草する国務院（参事院）、政府の提出した法案を審議する護民院（法制審議院）、護民院と政府の討議した法案を採決する立法院、法令の合憲性を審査する護憲元老院の四院制がとられた。選挙制度は一応普通選挙であったものの複雑な間接選挙がとられた。
ナポレオンは戦争に勝利し、内戦を終結させて国内の和解に努め、カトリックを復権させた。アミアンの和約ではフランスを10年ぶりの平和に導いた。これらの一連の成功に対する国民の支持を背景に、以後は波風を立てない元老院の議決、人民投票による信任（プレビシット）という方法で徐々に憲法を修正して権力を固めた（共和暦10年テルミドール16日の組織的元老院決議等）。1802年に彼は終身第一統領となり、1804年には帝政を宣言して皇帝に即位した（共和暦12年憲法）。こうして共和政は終焉を迎え帝政に移行した。